# Luís Coimbra
Luís Filipe Ottolini Bebiano Coimbra (Lisboa, 19 de maio de 1944) é um político monárquico, comentador televisivo e engenheiro aeronáutico português.

## Biografia

### Política
Foi fundador do Partido Popular Monárquico ao lado de Gonçalo Ribeiro Telles, do qual foi deputado à Assembleia da República na I e II legislatura. Em 1984 foi um dos fundadores do Movimento Alfacinha. Já em 1990 tornou-se Vereador na Câmara Municipal de Lisboa, eleito pelo PPM nas listas da Aliança Democrática, tendo aceite pelouros atribuídos por parte do então presidente da Câmara Municipal de Lisboa Jorge Sampaio,  facto este que levou à demissão de Augusto Ferreira do Amaral da presidência do PPM. 
Em 1992, defendeu no XV Congresso do PPM a extinção do partido, ao lado de nomes como Henrique Barrilaro Ruas, Pedro Quartin Graça e Gonçalo Ribeiro Telles. Tendo sido derrotado nesse congresso, acabou por abandonar o PPM. Em  1993 foi um dos fundadores do Movimento Partido da Terra.
Nas eleições autárquicas intercalares de 2007 em Lisboa, Luís Coimbra apoiou o Bloco de Esquerda, tendo integrado as listas enquanto suplente.

### Comentário Político
Destacou-se como comentador televisivo nos programas A Noite da Má Língua na SIC, entre 1995 e 1996, e mais tarde, no programa "Travessa do Cotovelo" na RTP2. Na década de 90, foi ainda comentador político da Rádio Comercial.

### Carreira Profissional
Licenciou-se em Engenharia Aeronáutica e Mecânica e tem uma pós-graduação em Gestão Aeroportuária. Pertenceu ao conselho de administração do INAC e foi assessor do conselho de administração da ANA. Em Janeiro de 2012 foi nomeado por Pedro Passos Coelho Presidente da NAV Portugal, cargo que ocupou até Julho de 2016.

### Condecorações
- Comendador da Ordem do Mérito - 27 de janeiro de 2006.[7][8]